# Chức Kim
Chức Kim (chữ Hán giản thể: 织金县, bính âm: Zhījīn Xiàn, âm Hán Việt: Chức Kim huyện) là một huyện thuộc địa cấp thị Tất Tiết, tỉnh Quý Châu, Cộng hòa Nhân dân Trung Hoa. Huyện này có diện tích 2867 km², dân số năm 2002 là 910.000 người. Mã số bưu chính của Kiềm Tây là 552100. Huyện lỵ đóng ở trấn Thành Quan. Về mặt hành chính, huyện này được chia thành 10 trấn (Thành Quan, Quế Quả, Ngưu Trường, Miêu Trường, Hóa Khởi, Long Trường, Bát Bộ, Dĩ Na, Tam Đường, A Cung và Châu Tạng), 21 hương và hương dân tộc. 